# Friday the 13th Part II
Friday the 13th Part 2 (conocida en España como Viernes 13 2ª Parte y en Hispanoamérica como Viernes 13 Parte 2  y como Martes 13 Parte 2, en Argentina y Chile) es una película de terror del subgénero slasher de 1981 dirigida por Steve Miner. Es una secuela directa de la película Friday the 13th y retoma la historia cinco años después de la conclusión de la película, donde un nuevo asesino acecha y comienza a asesinar a los consejeros del campamento en un campo de entrenamiento cercano de Crystal Lake. La película marca la primera vez que Jason Voorhees es el asesino; siendo su madre Pamela la asesina en la cinta anterior. También presenta el breve regreso de Alice Hardy, quien hasta la fecha es la única chica final en la serie fílmica de Viernes 13 que regresa en una secuela interpretada por la misma actriz, sin utilizar imágenes ya rodadas en la película anterior e insertandolo como si de una nueva toma se tratarse, el personaje de espaldas interpretado por otra actriz o imágenes fotográficas, como ocurría, respectivamente, en la tercera, cuarta y quinta película con las situaciones anteriormente citadas con los personajes de Ginnie, Chris y Trisha. Walt Goorney también regresa en su papel de Ralph y Betsy Palmer en su papel de Pamela Voorhees. 
Originalmente esta película no pretendía ser una continuación directa de la historia de la familia Voorhees, sino más bien parte de una serie de antologías de películas basadas en la superstición del viernes 13; sin embargo, después de la popularidad del final sorpresa de la película original, donde Jason Voorhees emerge del lago y ataca a la heroína, los realizadores optaron por revivir a Jason y la mitología que rodea a Crystal Lake, una tendencia que se repetiría en las siguientes películas.
Al igual que la película original, Friday the 13th Part 2 se enfrentó a la oposición de la Asociación Cinematográfica de Estados Unidos, que encontró su "violencia excesiva" como problemática, lo que dio lugar a numerosos recortes para permitir una calificación R. La película fue estrenada en teatros de Norteamérica el 30 de abril de 1981. Aunque recibió críticas negativas por parte de la prensa especializada, recaudó más de veinte millones de dólares en los Estados Unidos con un presupuesto de apenas $1.25 millones.

## Argumento
Dos meses después de los asesinatos en el campamento de verano de Crystal Lake, Alice Hardy, la única superviviente de la matanza, se está recuperando de su traumática experiencia. En su apartamento, cuando Alice abre el refrigerador para darle comida a su gato, encuentra la cabeza decapitada de Pamela Voorhees y es asesinada con un picahielo en la sien por un hombre desconocido
Cinco años después, Paul Holt abre un curso para monitores de campamento en la orilla de Crystal Lake. Al campamento asisten Sandra Dier, su novio Jeff Dunsberry, Scott Cheney, Terry McCarthy, Mark Jarvis, Vickie Perry, Ted Bowen y la asistente de Paul, Ginny Field, así como muchos otros estudiantes. Esa noche en una hoguera, Paul les cuenta a los monitores la leyenda de Jason Voorhees, un niño que se ahogó en Crystal Lake en 1957, haciendo que su vengativa madre cometa dos matanzas en 1958 y 1979, hasta que finalmente fue asesinada. Según la leyenda, Jason sobrevivió y ahora vive en el bosque cerca de Crystal Lake; enfurecido por la muerte de su madre, matará a cualquiera que entre a Crystal Lake. Cuando Paul termina la historia, un hombre con una lanza asusta a todos, pero se revela que es Ted con una máscara. Paul les asegura a todos que Jason y Pamela están muertos y que el campamento Crystal Lake ahora está abandonado y fuera de los límites.
Esa noche, el loco Ralph deambula por la propiedad para advertir al grupo, pero un asesino fuera de vista lo ahorca por detrás de un árbol. Al día siguiente, Jeff y Sandra se escabullen al campamento de Crystal Lake y encuentran el cadáver de un perro antes de ser atrapados por el agente Winslow y regresar al campamento. Mientras patrulla, Winslow ve a un hombre misterioso corriendo por la calle. Winslow lo persigue por el bosque y encuentra una cabaña. El hombre mata a Winslow clavándole la parte de atrás de un martillo en la cabeza.
De vuelta en el campamento, Paul les ofrece a los demás una última noche en la ciudad antes de que comience el entrenamiento. Seis se quedan en el campamento, incluidos Jeff y Sandra, quienes se ven obligados a quedarse como castigo por escabullirse. En el bar, Ginny reflexiona que si Jason todavía estuviera vivo y hubiera presenciado la muerte de su madre, podría haberlo dejado sin poder hacer distinción entre la vida y la muerte, o el bien y el mal. Paul descarta la idea y proclama que Jason no es más que una leyenda urbana. Mientras tanto, el asesino (que se revela como un hombre con un saco en su cabeza a modo de máscara) aparece en el campamento y mata a los monitores uno por uno. Primero mata a Scott al degollarlo con un machete mientras está colgado en una trampa de cuerda, y Terry muere fuera de la pantalla al encontrar el cadáver de Scott. Después mata a Mark al clavarle un machete en la cara y se cae por un tramo de escaleras. Luego, el asesino sube las escaleras y empala a Jeff y Sandra con una lanza mientras tienen relaciones sexuales, y por último mata a Vickie al apuñalarla con un cuchillo de cocina.
Más tarde, Ginny y Paul regresan dejando a Ted en un bar, para encontrar el lugar desordenado. En la oscuridad, el asesino deja inconsciente a Paul y continúa persiguiendo a Ginny por todo el campamento y hacia el bosque, donde se encuentra con la cabaña. Después de atrincherarse en el interior, encuentra un altar con la cabeza momificada de Pamela Voorhees, rodeada por una pila de cuerpos. Al darse cuenta de que Jason Voorhees es el asesino, Ginny se pone el suéter de Pamela y trata de convencer psicológicamente a Jason de que ella es su madre. El engaño funciona brevemente, hasta que Jason ve la cabeza de su madre en el altar y se despierta del trance. Paul regresa repentinamente e intenta salvar a Ginny, pero Jason lo incapacita. Justo cuando Jason está a punto de matar a Paul con un pico, Ginny toma un machete y lo inserta en el hombro de Jason, aparentemente matándolo.
Paul y Ginny regresan a la cabaña y escuchan a alguien afuera. Pensando que Jason los ha seguido, abren la puerta, solo para encontrar al perro de Terry, Muffin. Justo cuando suspiran aliviados, Jason sin máscara irrumpe por la ventana desde atrás y atrapa a Ginny. Luego se despierta cuando la cargan en una ambulancia y llama a Paul, que no se ve por ningún lado, dejando su destino desconocido. De vuelta en la cabaña, la cabeza de Pamela permanece en el altar, pero Jason no se encuentra por ningún lado.

## Reparto
- Amy Steel como Ginny Field.
- John Furey como Paul Holt.
- Adrienne King como Alice Hardy.
- Kirsten Baker como Terry McCarthy.
- Stuart Charno como Ted.
- Warrington Gillette como Jason Voorhees
- Walt Gorney como El Loco Ralph.
- Marta Kober como Sandra Dier.
- Tom McBride como Mark Jarvis.
- Bill Randolph como Jeff.
- Lauren-Marie Taylor como Vickie.
- Russell Todd como Scott.
- Jack Marks como Sheriff.
- Betsy Palmer como Pamela Voorhees.
- Steve Daskewisz como Jason Voorhees con su rostro cubierto.

## Producción

### Rodaje

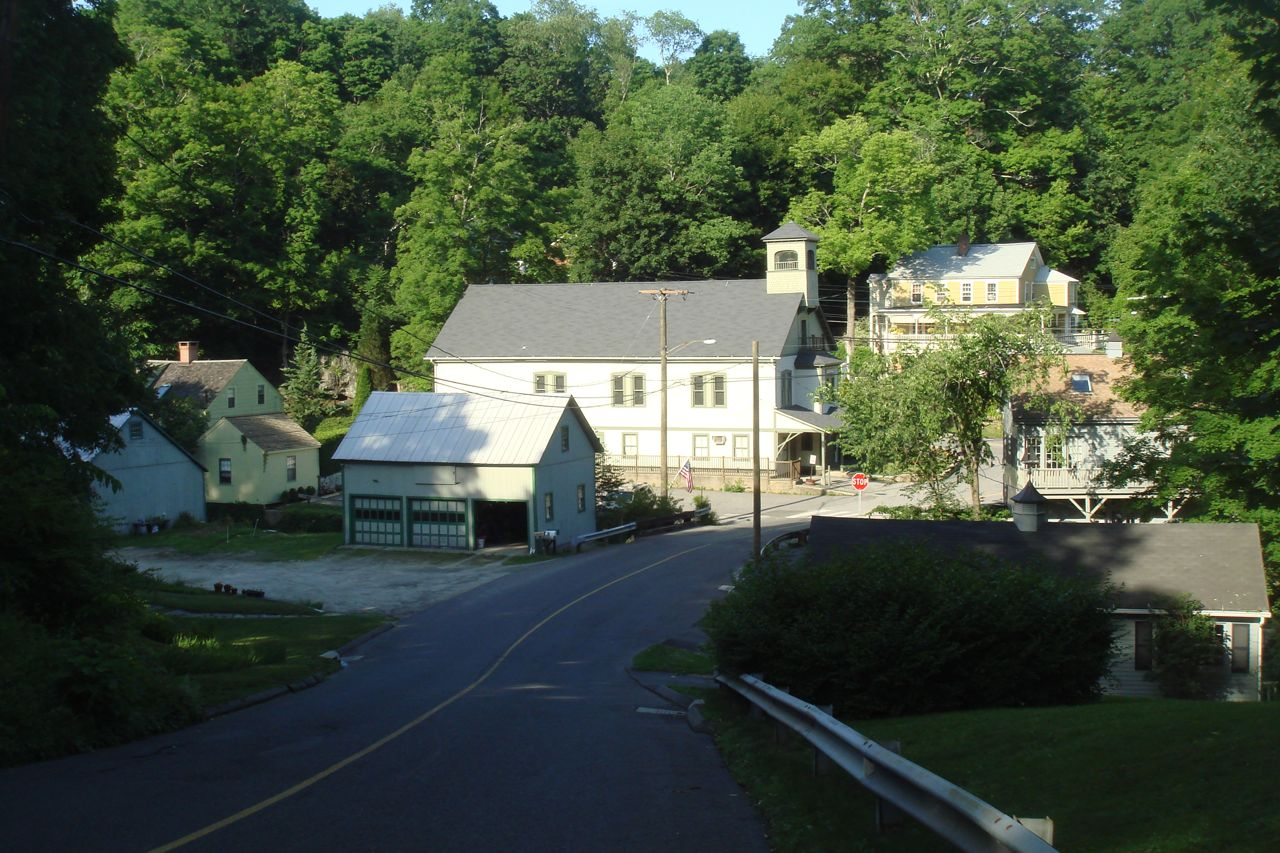
La pequeña población de New Preston, Connecticut fue uno de los sitios del rodaje.

El rodaje se realizó desde el 3 de octubre y finalizó en noviembre de 1980, y se produjo principalmente en New Preston y Kent, Connecticut. El reconocido artista de efectos especiales Tom Savini fue invitado a trabajar en la película, pero declinó la oferta porque se encontraba trabajando en otro proyecto, Midnight (1982), además, no recibió bien el concepto de Jason como el asesino de la película. Savini fue reemplazado por Stan Winston. Winston, sin embargo, tuvo un conflicto de programación y debió abandonar el proyecto. Los efectos de maquillaje fueron finalmente manejados por Carl Fullerton. Fullerton diseñó la imagen de Jason Voorhees adulto, añadiéndole cabello largo y barba mientras mantenía las deformidades faciales establecidas en la película original en el maquillaje diseñado por Tom Savini para Jason cuando era niño. La apariencia de Fullerton para el Jason adulto no fue utilizada en la tercera película de la saga, Friday the 13th Part III, a pesar de que los acontecimientos de esta tuvieron lugar al día siguiente y de que fue dirigida por el propio Steve Miner. Algunos fanáticos afirman que la secuencia donde vemos a Jason con barba y cabello largo refleja un "sueño" en lugar de una realidad, pues en la siguiente película se muestra el rostro de Jason deformado pero sin barba y con el cabello corto, lo que justificaría la falta de continuidad.
Uno de los actores que encarnó a Jason, Steve Daskawisz, tuvo que ser llevado rápidamente a la sala de emergencias durante el rodaje después de que Amy Steel le hiriera la mano con un machete durante el rodaje. Steel explicó el accidente: "El momento no fue el correcto, él no giró su pico correctamente y el machete golpeó su dedo". Daskawisz recibió trece puntos de sutura en su dedo medio. Durante la sesión posterior, Daskawisz fue forzado a usar un trozo de goma sobre su dedo y tanto él como Steel insistieron en rescatar esta escena. Al grabar la secuencia inicial donde Alice es asesinada por Jason en su propio apartamento, el puntal del picahielo no se retrajo y la reacción de King en la pantalla era real considerando que el artefacto le estaba lastimando la cabeza.

### Posproducción
Al igual que su predecesora, la película tuvo dificultades para recibir una calificación R de parte de la Asociación Cinematográfica de Estados Unidos. Al revisar la película, la Administración de Clasificación y Calificación (CARA) advirtió a Paul Hagger, ejecutivo de Paramount, que la "excesiva violencia a lo largo de la película" la podría llevar a obtener una calificación X incluso haciendo cortes sustanciales.
Se tuvo que cortar un total de cuarenta y ocho segundos de la película para evitar una clasificación X. La cinta fue publicada en un DVD de lujo en febrero de 2009, pero el metraje editado no se incluyó en esta versión. La censura más notoria fue la escena del asesinato de Jeff y Sandra, quienes son atravesados por una lanza mientras tienen relaciones sexuales en una cama (una escena similar se puede apreciar en la película A Bay of Blood del italiano Mario Bava), que los censores encontraron especialmente gráfica. Cuando la actriz que interpretó a Sandra, Marta Kober, realizó una escena de desnudo frontal, Paramount descubrió que era menor de edad y la escena fue eliminada por completo.
Originalmente se suponía que la película terminaría con la cabeza de la señora Voorhees abriendo los ojos y sonriendo hacia la cámara. Sin embargo, Miner eliminó la escena finalmente ya que nunca la consideró para el final real de la película. Hasta el día de hoy, las imágenes de este final alternativo aún se encuentran sin publicar.

## Recepción
Al igual que su predecesora, la recepción crítica de la película fue inicialmente negativa. Tiene una calificación de aprobación del 34% en Rotten Tomatoes entre 32 revisiones. Roger Ebert del Chicago Sun-Times se refirió a la película como "una de las miles de películas que muestran a un salvaje asesino volviéndose loco, y todas son tan malas como ésta. Algunas tienen más trama, algunas tienen menos. Da igual".
Al revisar el lanzamiento en Blu-ray de la película, David Harley de Bloody Disgusting afirmó: "No se aparta exactamente de la fórmula de la película original, como tampoco la mayoría de las otras secuelas, pero Friday the 13th Part II continúa en pie como una cinta icónica e importante en la serie debido a la introducción de Jason como el antagonista principal y el uso de películas de terror italianas como inspiración para sus escenas de muertes, más notablemente, el empalamiento de la pareja teniendo sexo en A Bay of Blood de Mario Bava". Scott Meslow de The Week la describió como una película de transición que mezcla elementos de la cinta original y los que vendrían después en la serie. La escena final donde Jason aparece por la ventana y la escena en la que Jason levanta su cuchillo antes de matar a Vicki fueron presentadas en el tributo a las películas de terror durante la edición n.º 82 de los Premios de la Academia.

### Escena final
El final de la película ha sido una fuente de confusión para los fanáticos de la saga. El escritor Ron Kurz ha declarado que el salto de la ventana de Jason estaba destinado a establecerse en la realidad y que Paul fue asesinado fuera de pantalla. Sin embargo, el comienzo de la Parte 3, al repetir el final de la Parte 2, mostró a Jason sacando el machete de su hombro y alejándose mientras Ginny y Paul se quedaban en la cabaña. Este hecho llevó a los fanáticos a concluir que esta escena se trató de un sueño de Giny. Además, cerca del comienzo de la tercera parte, un noticiario reporta que fueron encontrados ocho cadáveres en la masacre, excluyendo a Paul como una de las víctimas de Jason.